# Biblioteka standardowa
Biblioteka standardowa – biblioteka zawierająca podstawowe funkcje, dostarczana wraz z kompilatorem lub interpreterem danego języka programowania. Dla niektórych języków, np. ANSI C, istnieje formalna specyfikacja zawartości i działania biblioteki standardowej.